# France 4
France 4, offentlig public service TV-kanal i Frankrike som ingår i France Télévisions-gruppen, där även France 2, France 3, France 5 och RFO ingår. Största TV-kanal totalt sett är dock kommersiella TF1 som av upphovsrättsliga skäl inte får distribueras i Sverige.
Kanalen kan endast ses genom kabel-tv, satellit, ADSL eller digital-tv. Innan den släpptes offentligt kallades den för Festival.